# Wadi Mujib

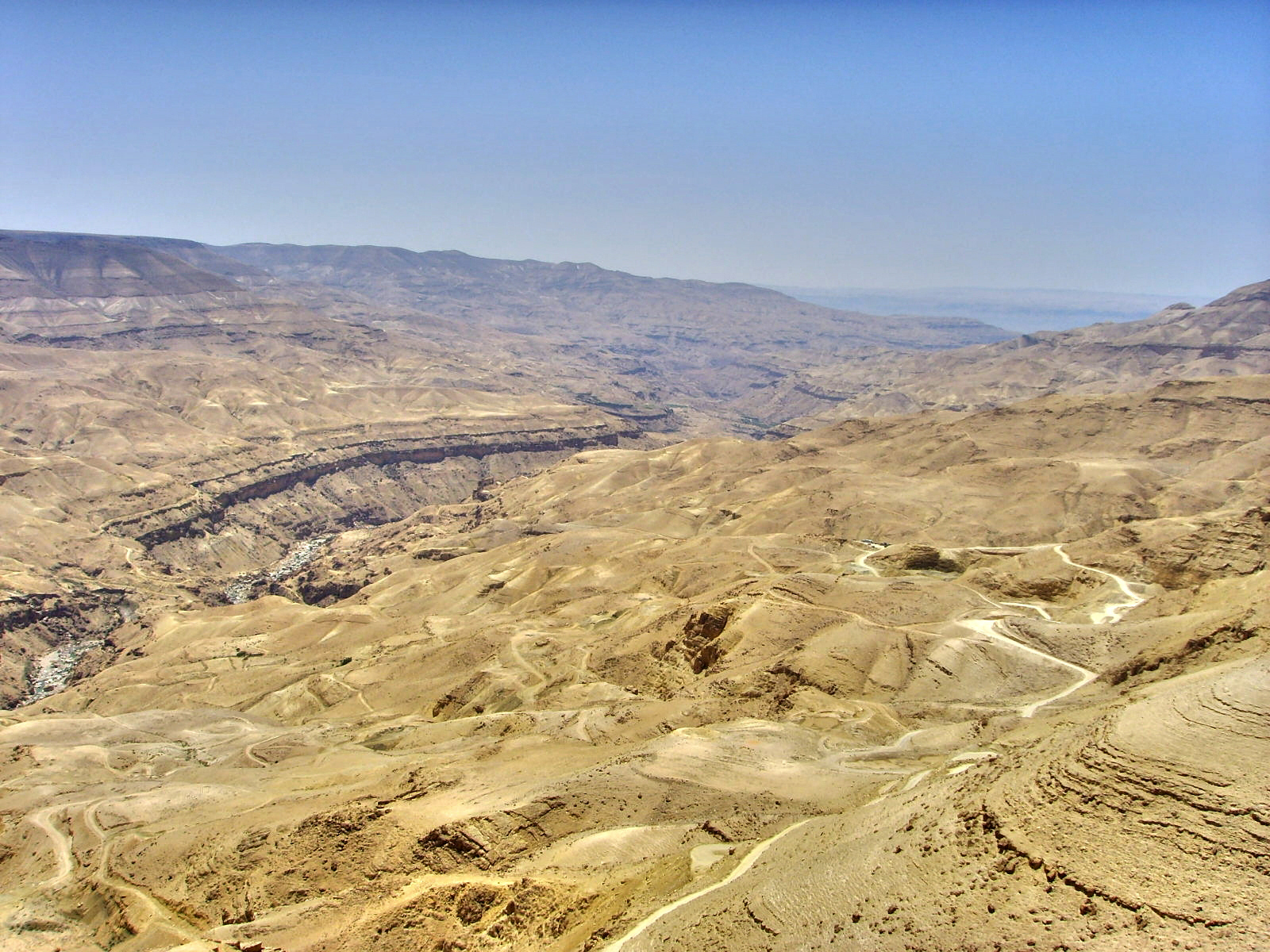

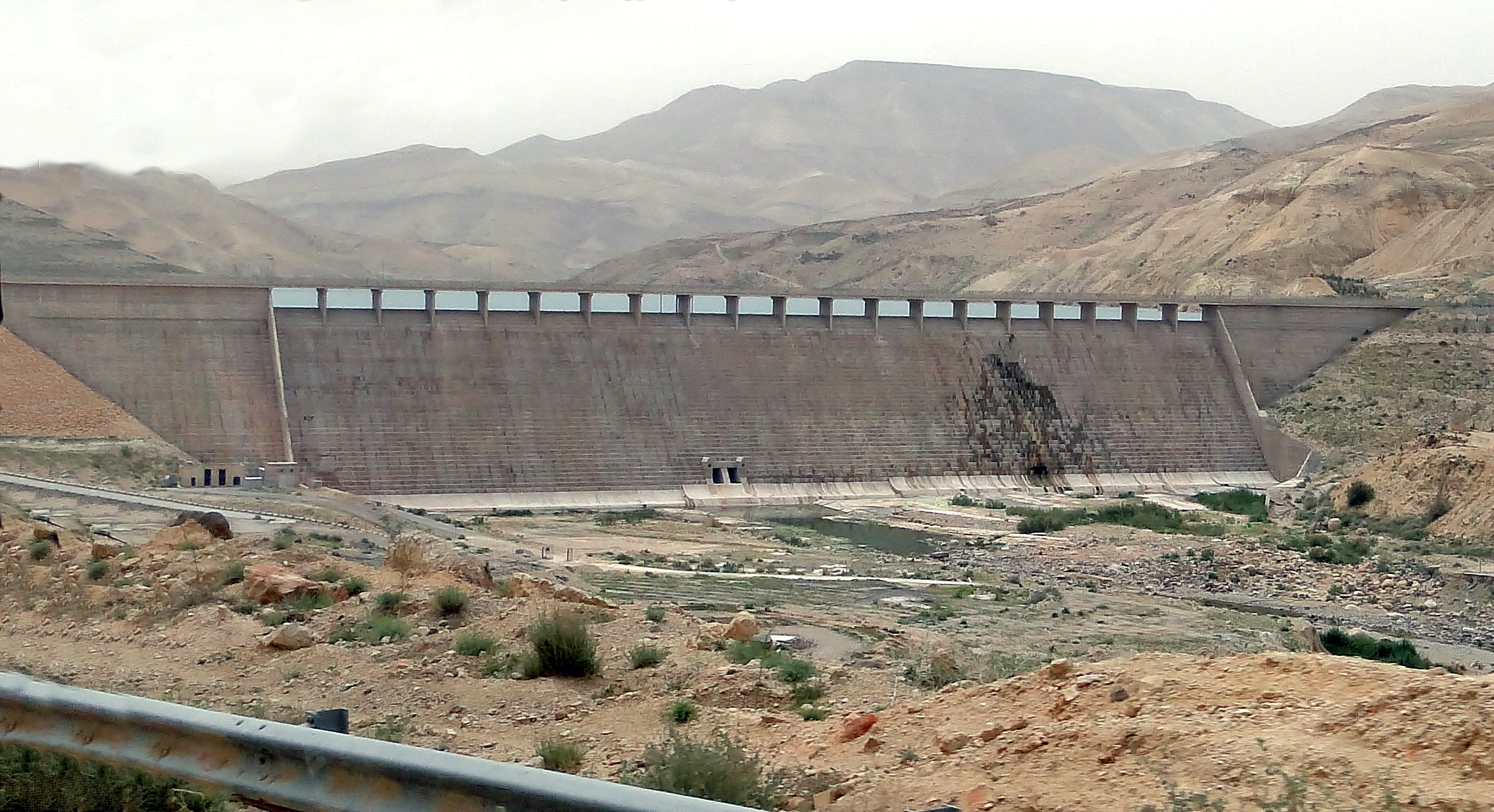
Barajul Mujib

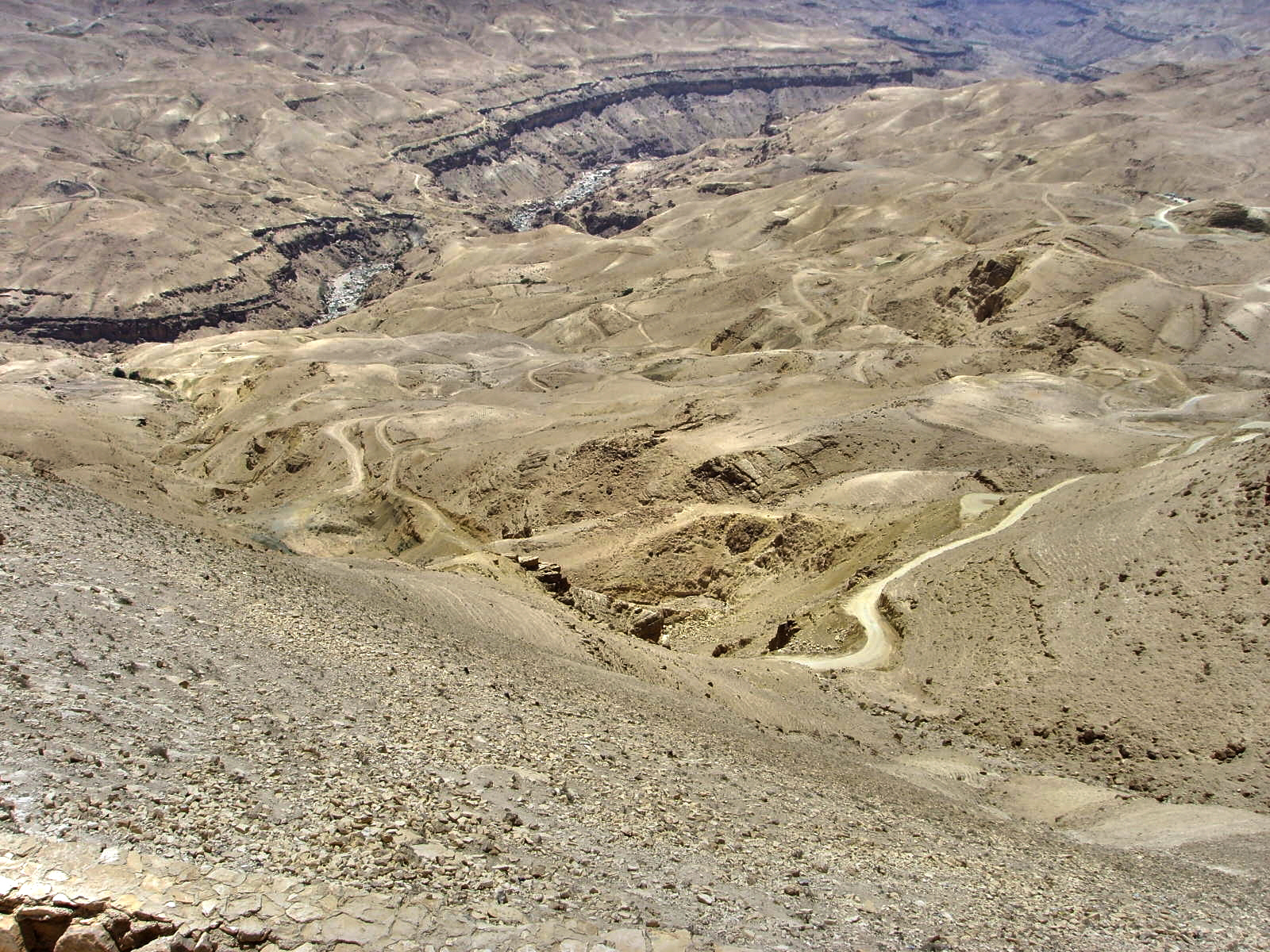

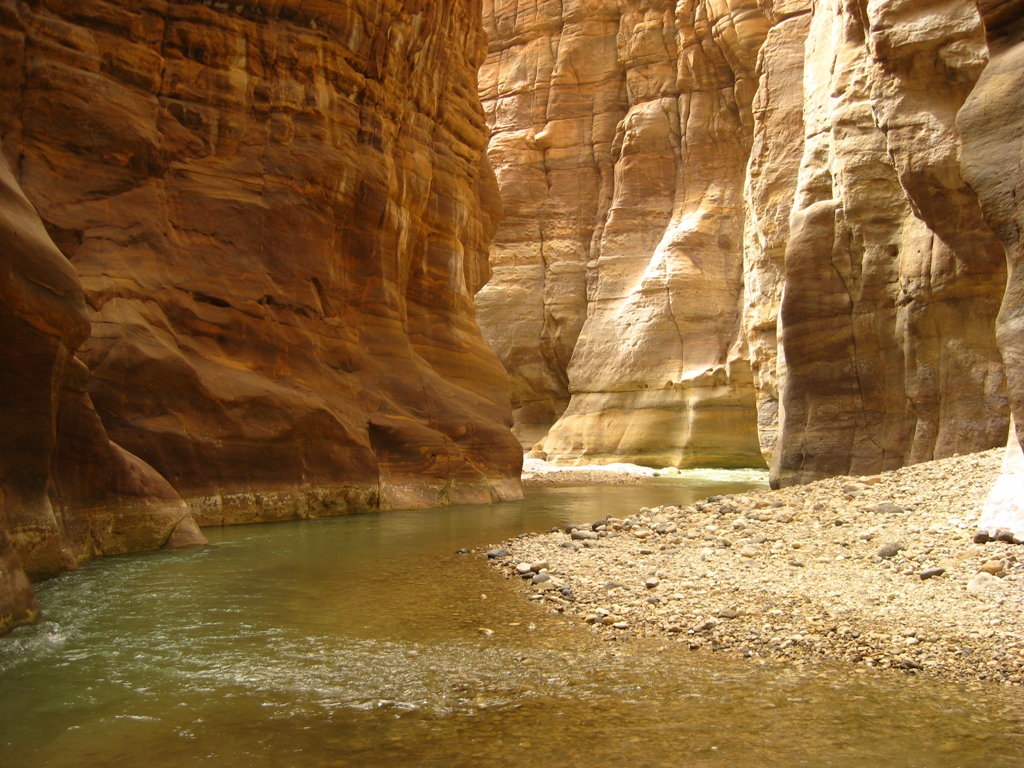
În interiorul canionului

Wadi Mujib (în arabă وادي الموجب, Wadi el-Mujib), cunoscut și sub numele de Pârâul Arnon (în ebraică: נַחַל ארנון), este un râu în Iordania. Râul se varsă în Marea Moartă la circa 420 metri (1.380 ft) sub nivelul mării. Astăzi, Wadi Mujib este hrănit de șapte afluenți. Partea de vest a râului este locul rezervației biosferei Mujib, populară pentru drumeții și canion în mijlocul formațiunilor stâncoase dramatice.

## Geografie
În timpul ultimei ere glaciare nivelul apei din Marea Moartă a ajuns la 180 metri (590 ft) sub nivelul mării, aproximativ 240 metri (790 ft) mai mare decât este astăzi. A inundat zonele inferioare ale canioanelor de-a lungul malurilor sale, care au devenit golfuri și au început să acumuleze sedimente. Pe măsură ce condițiile climatice s-au schimbat, în urmă cu aproximativ 20.000 de ani, nivelul apei lacului a scăzut, lăsând canioanele re-emergente blocate cu lacul de marnă.
Majoritatea canioanelor au reușit să treacă prin prizele astupate și să-și reia cursurile inferioare. Cu toate acestea, Wadi Mujib, și-a abandonat fosta priză prin ruperea unei despicături în gresie. Această despicătură îngustă a devenit blocajul unui enorm bazin de drenaj cu o imensă descărcare. În timpul anilor, despicătura a fost curățată mai adânc și s-a format defileul lui Wadi Mujib.
Rezervația Mujib din Wadi Mujib este situată în peisajul muntos de la est de Marea Moartă, în partea de sud a Văii Iordanului, aproximativ la 90 kilometri (56 mi) sud de Amman. O rezervație de 212-kilometru-pătrat (82 mi2) a fost creată în 1987 de Royal Society for the Conservation of Nature și este importantă la nivel regional și internațional, în special pentru viața păsărilor pe care rezervația o susține. În 2011, UNESCO a declarat Mujib rezervație a biosferei. Se extinde până la munții Kerak și Madaba la nord și sud, ajungând la 900 metri (3.000 ft) deasupra nivelului mării. Această variație a elevației este de până la 1.300-metru (4.300 ft) deasupra nivelului mării în unele locuri, Rezervația este formată din deșert muntos, stâncos și slab vegetat (până la 800 metri (2.600 ft)), cu stânci și defilee tăiate prin platouri. Pâraiele perene, alimentate de precipitațiile din primăvară, curg spre țărmurile Mării Moarte.

## Biologie și ecologie

### Fauna
Rezervația este importantă din punct de vedere strategic ca o oprire sigură pentru numărul mare de păsări migratoare care zboară anual de-a lungul Văii Marelui Rift între Africa și nord-estul Europei.
Este posibil să vedeți următoarele păsări în Wadi Mujib:
- Lammergeier (Gypaetus barbatus)
- Egyptian vulture (Neophron percnopterus)
- Eurasian griffon (Gyps fulvus)
- Levant sparrowhawk (Accipiter brevipes)
- Lesser kestrel (Falco naumanni)
- Sooty falcon (Falco concolor)
- Sand partridge (Ammoperdix heyi)
- Hume's owl (Strix butleri)
- Hooded wheatear (Oenanthe monacha)
- Blackstart (Cercomela melanura)
- Arabian babbler (Turdoides squamiceps)
- Striolated bunting (Emberiza striolata)
- Trumpeter finch (Bucanetes githagineus)
- Dead Sea sparrow (Passer moabiticus)
- Tristram's starling (Onychognathus tristramii)[5]

Multe carnivore trăiesc, de asemenea, în diferite zone de vegetație din Mujib, cum ar fi hiena dungată și lupul sirian.
Un alt animal comun din Mujib este Ibexul nubian, o capră mare de munte care a devenit amenințată ca urmare a vânătorii excesive.